# Gasversorgung Lübeck

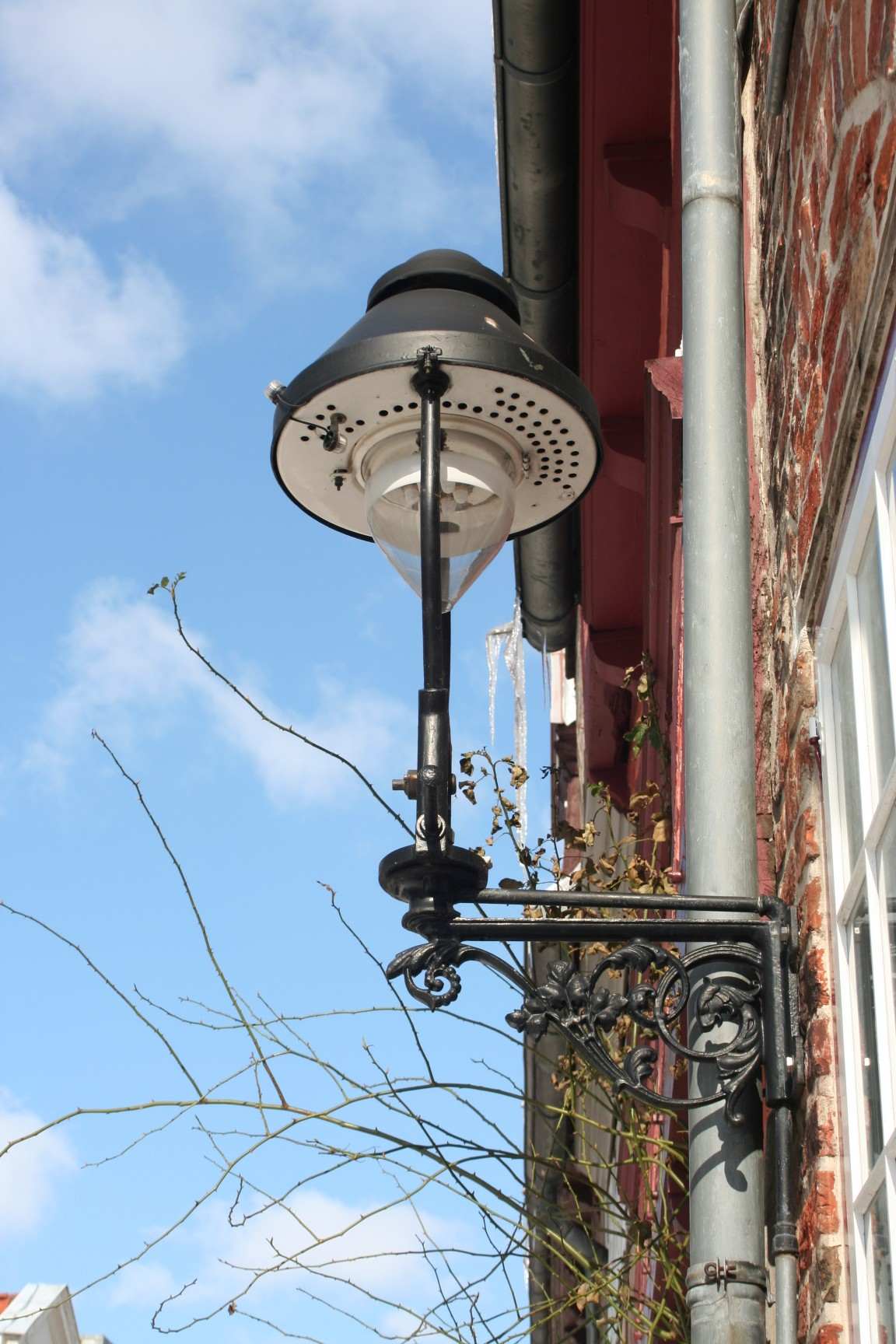
Typische Gaslaterne der Lübecker Altstadt

Für die Gasversorgung Lübeck ist das örtliche Unternehmen Stadtwerke Lübeck zuständig.

## Geschichte
Gasversorgung war bis zum Bau der Ferngasleitungen eine örtliche Angelegenheit. Das Gas wurde in örtlichen Gaswerken durch Kohlevergasung aus Steinkohle hergestellt. Bei der Herstellung fielen wertvolle Nebenprodukte (Koks, Teer, Ammoniak, Benzol und Sulfat) an, deren Verkauf den Energieversorgern weitere Einnahmen verschafften und dadurch den Ausbau der Gasversorgung beschleunigte und deren Verfügbarkeit die Entstehung und Entwicklung weiterer Industrien beschleunigte. Die erste Form der Gasnutzung war die Stadtbeleuchtung. Das aus Kohle gewonnene Stadtgas wurde deshalb auch Leuchtgas genannt. Bei der Energieumwandlung zur Lichterzeugung erwuchs dem Gas durch die Stromversorgung bald ein Konkurrent, der die Gasbeleuchtung der Straßen und Häuser fast völlig verdrängte. Bei der Energieumwandlung in Wärme (zum Heizen und Kochen) waren Kohle und Holz von jeher Konkurrenten. Erst deutlich später kam das Erdöl dazu. Bei der Energieumwandlung in Kraft (Gasmotoren) hatte Gas bisher immer nur eine Randbedeutung.
Die Gasversorgung hat vielerlei Voraussetzungen. Technisch sind das die Entwicklung industrieller Gasgewinnung, die Entwicklung von Gaslampen, die Gaslagerung und der Gastransport (Rohrleitung). Gesellschaftlich muss ein Bedürfnis bestehen, das beim künstlichen Licht unter anderem in der zunehmenden Lösung der Arbeitszeiten vom Tageslicht besteht (Zeit), die durch die Industrialisierung beschleunigt wurde. Im Übrigen müssen natürlich das notwendige Kapital und die politischen und rechtlichen Rahmenbedingungen (Regelung, Erhebung und Durchsetzung von Anliegerbeiträgen und Nutzungsgebühren oder -entgelten, Duldungspflichten der privaten Grundstückseigentümer) vorhanden sein.

### Stadtgas bis 1912
Das erste Gaswerk in Lübeck nahm 1854 an der Moislinger Straße am heutigen Standort des Hauptgebäudes der Stadtwerke Lübeck seinen Betrieb auf. Das ist im Vergleich zu anderen europäischen und deutschen Städten spät. Die Vorreiterrolle in Europa hatten Amsterdam, Brüssel, Rotterdam (alle 1812) und London (1814/1815). In Deutschland hatten zuerst Berlin, Hannover (beide 1826), Dresden (1828) und Frankfurt am Main (1828/1829) eine Gasversorgung. Einen besonderen Anstoß für Lübeck gab die Gasversorgung Hamburgs im Jahr 1845. Nach erheblichen Diskussionen entschied man sich gegen eine private und für eine stadteigene Gasversorgung. Die Rohrleitungen wurden aus England bezogen. Von der Entscheidung 1852 bis zur Inbetriebnahme vergingen nur zwei Jahre. Zunächst stand als Versorgungszweck die Gasbeleuchtung als Straßenbeleuchtung im Vordergrund. Die Gasleuchten ersetzten die unbefriedigende und teure öffentliche Beleuchtung durch Kerzen und Öllampen. Von Anfang an wurden jedoch das Theater und Privathäuser mitversorgt, deren Verbrauch schnell den öffentlichen überstieg.
Bereits seit 1865 wurden die Voraussetzungen für die Versorgung der Vorstädte geschaffen, in denen die Straßenbeleuchtung jedoch erst seit 1878 kontinuierlich brannte.
Mit der Entwicklung des sogenannten Auer-Lichts durch Carl Auer von Welsbach 1885 (in Lübeck eingeführt ab 1898), bei dem die offene Gasflamme durch den Glühstrumpf ersetzt wurde, der eine größere und gleichmäßigere Lichtausbeute mit sich brachte, verbesserte sich die Konkurrenzsituation der Gasbeleuchtung gegenüber Petroleumlicht und elektrischen Licht noch einmal, so dass die Energieumwandlung von Gas zur Beleuchtung bis Anfang des 20. Jahrhunderts der treibende Grund für den Ausbau der Gasversorgung blieb, bis sich die Teilung von Elektrizität zur Beleuchtung und Gas zur Heizung durchsetzte.
Die gewaltige Steigerung der Nachfrage nach Gas führte zum Bau des Gaswerkes II in der Geniner Straße auf dem Gelände der ehemaligen Petriziegelei, das 1893/1894 in Betrieb genommen wurde und 1901/1903 und 1908/1909 ausgebaut wurde. (Die Petriziegelei, die zu St. Petri und St. Jakobi gehörte, hatte dort nach ihrer Verlagerung wegen des Ausbaus der Festungsanlagen von den Wallanlagen seit etwa 1650 bestanden.) Auf dem Gelände des Gaswerkes gab es auch eine Ammoniakfabrik, das jetzt auch wirtschaftlich genutzt wurde, nachdem es bis 1872 in den Wallgraben geleitet worden war.
Der weiter steigende Gasverbrauch wurde nach Eröffnung des Gaswerks II in Lübeck zunehmend durch den Heizbedarf befördert. 1891 hatte es noch gerade 14 Koch- und Heizgaskunden gegeben, 1895/1896 238.
1903 wurde (nach einer Entdeckung von Günter Friege, dem Geschäftsführer der Energie und Wasser Lübeck) Deutschlands erste Ferngasleitung nach Travemünde gebaut.

### Kokereigas von 1912 bis 1969
Der zunehmende Gasverbrauch zwang die Lübecker nach anfänglichen Widerständen zum Bezug von Kokereigas aus dem Hochofenwerk Lübeck in Herrenwyk, wo es als Nebenprodukt anfiel. Das Kokereigas hatte schlechtere Heizwerte als das bis dahin in den Gaswerken erzeugte Stadtgas. Außerdem entfiel mit der Umstellung auf Kokereigas für den Gaswerkbetreiber die Nebeneinnahmequelle aus den Nebenprodukten (wie Koks). Andererseits entfielen Investitionen für den weiteren Ausbau des Gaswerkes II und das Kokereigas war, auch unter Berücksichtigung der Wegfalls der Nebeneinnahmen, preiswerter.
Bis 1930 wurde aber die Gaserzeugung in den Gaswerken I und II aufrechterhalten. Durch Vertrag mit dem Hochofenwerk von 1928 wurde aber der Übergang zur ausschließlichen Versorgung durch Kokereigas beschlossen. Mit dem Ende der Gasherstellung wurde das Gaswerk I in der Moislinger Allee abgerissen und durch den Neubau des Verwaltungsgebäudes (eröffnet 1931) ersetzt. Die Hauptverwaltung hatte sich zuvor in der Mengstraße befunden. Vom Gelände des Gaswerkes II wurde und wird seitdem der Bezug, die Speicherung und die Verteilung von Gas für das Stadtgebiet und die übrigen angeschlossenen Versorgungsgebiete gesteuert.
1942 wurde in Karlshof ein weiter Gasometer (Scheiben-Gasbehälter) in Betrieb genommen, der Gaswerk III genannt wurde, obwohl dort nie Gas produziert worden ist. Dieser Gasometer musste 1988 abgerissen werden.
Die Zerstörungen durch den Zweiten Weltkrieg führten zunächst zu einem erheblichen Einbruch der Gasversorgung. Zwischenzeitlich stand sogar die Demontage des Hochofenwerkes in Herrenwyk zur Debatte. Die Errichtung des Gasometer in der Geniner Straße 1953/1954 ist ein Zeichen für den Wiederaufbau der Gasversorgung.
Der wachsende Gasverbrauch durch Wirtschaftswachstum und das Bevölkerungswachstum in Lübeck durch den Zuzug von Vertriebenen brachte die Gasversorgung durch Kokereigas an Kapazitätsgrenzen. Nach der Entdeckung des ersten Erdgasfeldes in der Nordsee bei Groningen und in Nordwestdeutschland erwuchs im Erdgas eine wirtschaftliche Alternative, das zusätzlich kein Kohlenmonoxid mehr enthielt und damit ungiftig ist und einen erheblich höheren Heizwert hat. Nach einer Zwischenlösung durch Zumischung von Flüssiggas zum Stadtgas (Reichgasverfahren) wurde die Gasversorgung bis 1969 vollständig auf Erdgas umgestellt, was eine erhebliche logistische Anstrengung bedeutete, da fast alle Geräte (außer sog. Allgasgeräten) auch in den Haushalten auf das Erdgas umgestellt werden mussten.
Die Umstellung auf Erdgas, die bereits während der Umstellungsphase seit 1966 mit einer erheblichen Minderabnahme an Kokereigas verbunden war, hatte für das Hochofenwerk in Herrenwyk erhebliche wirtschaftliche Folgen. Der Vertrag wurde mit dreijähriger Kündigungsfrist 1966 zum 31. März 1969 gekündigt. Wegen des Minderbezuges während der Umstellungsphase strengte das Hochofenwerk ein Gerichtsverfahren vor dem Landgericht in Lübeck an, das 1972 mit einem Vergleich endete, nachdem dem Hochofenwerk 5,5 Millionen DM Schadenersatz zu zahlen waren.

### Erdgas ab 1967
1980/1981 wurde die Gasversorgung in Lübeck von der niederkalorischen L-Qualität (mittlerer Brennwert von 9,77 Kilowattstunden pro Kubikmeter) auf die höherkalorische H-Qualität (mittlerer Brennwert von 11,86 Kilowattstunden pro Kubikmeter) umgestellt. Dieser Wechsel war dadurch bedingt, dass die Belieferung aus den bisherigen L-Gas-Feldern bei Groningen und dem Weser-Ems-Gebiet an Kapazitätsgrenzen stieß. Seitdem wird Lübecks Erdgas aus norwegischen Erdgasfeldern sowie Algerien und der ehemaligen Sowjetunion geliefert.